# Hallonbåt

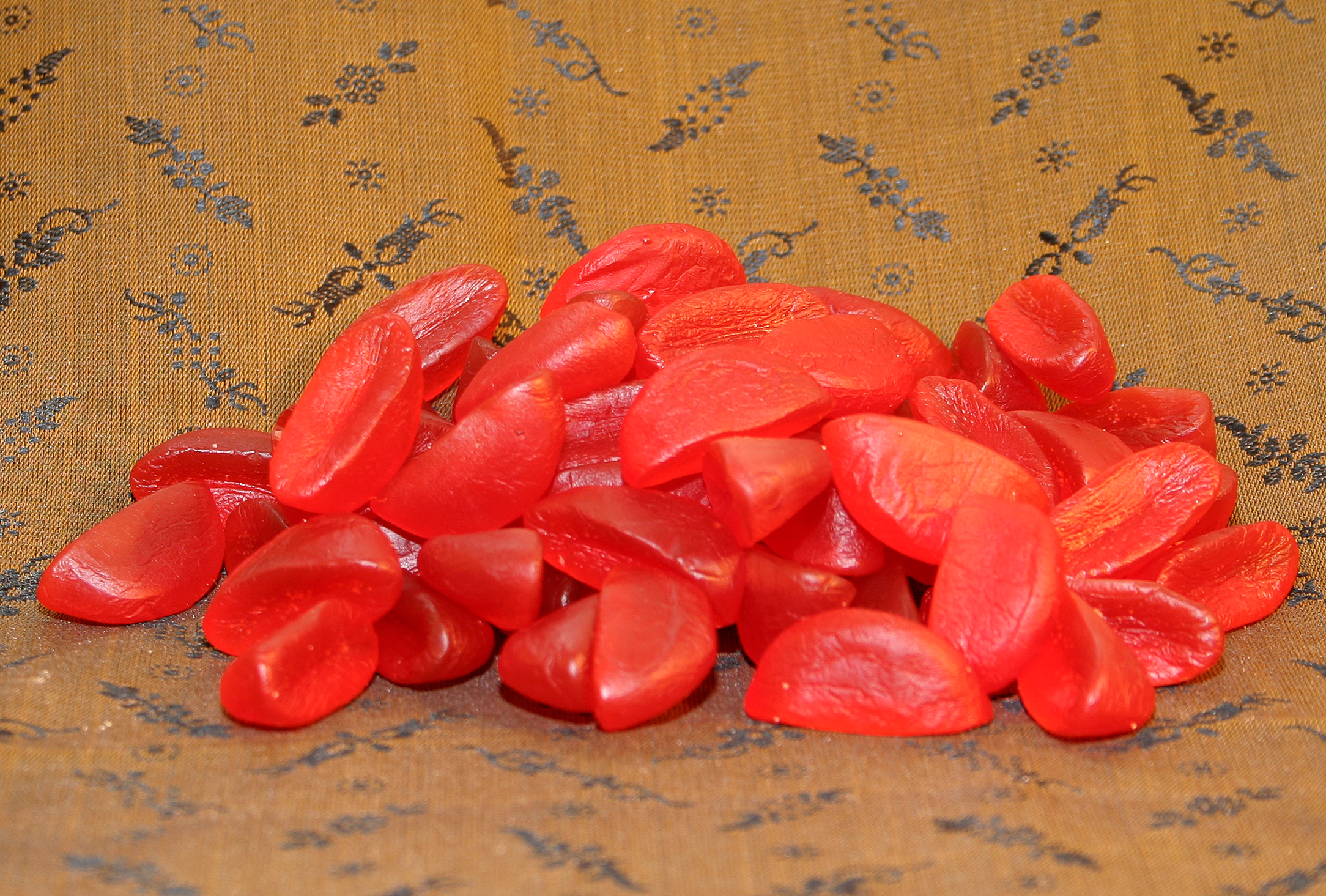
Malacos hallonbåtar Pimpim.

Hallonbåt är en sorts godis med hallonsmak. En hallonbåt ser ut som skrovet på en båt, är röd och har en fast konsistens.
Hallonbåtar säljs i de flesta mat- och godisaffärer och ombord på färjor och finns både i lösvikt, tablettask och färdigpackade påsar, ibland tillsammans med lakritsbåtar. Den svenska godistillverkaren Aroma har tillverkat hallon- och lakritsbåtar sedan 1928.
Vanliga ingredienser i hallonbåtar: socker, glukossirap, invertsockersirap, majsstärkelse, gelatin, mjölksyra (E270), arom, vegetabilisk olja, ytbehandlingsmedel (karnaubavax (E 903)), färgämnen (Karminsyra (E120)), Karoten (E160a).

### Fotnoter
1. ↑  ”Aroma konfektyrer”. http://www.aroma.se/. Läst 11 september 2011.